# Ornithoptera rothschildi
Ornithoptera rothschildi là một loài bướm cánh chim đặc hữu của Arfak Mountains, Western New Guinea.

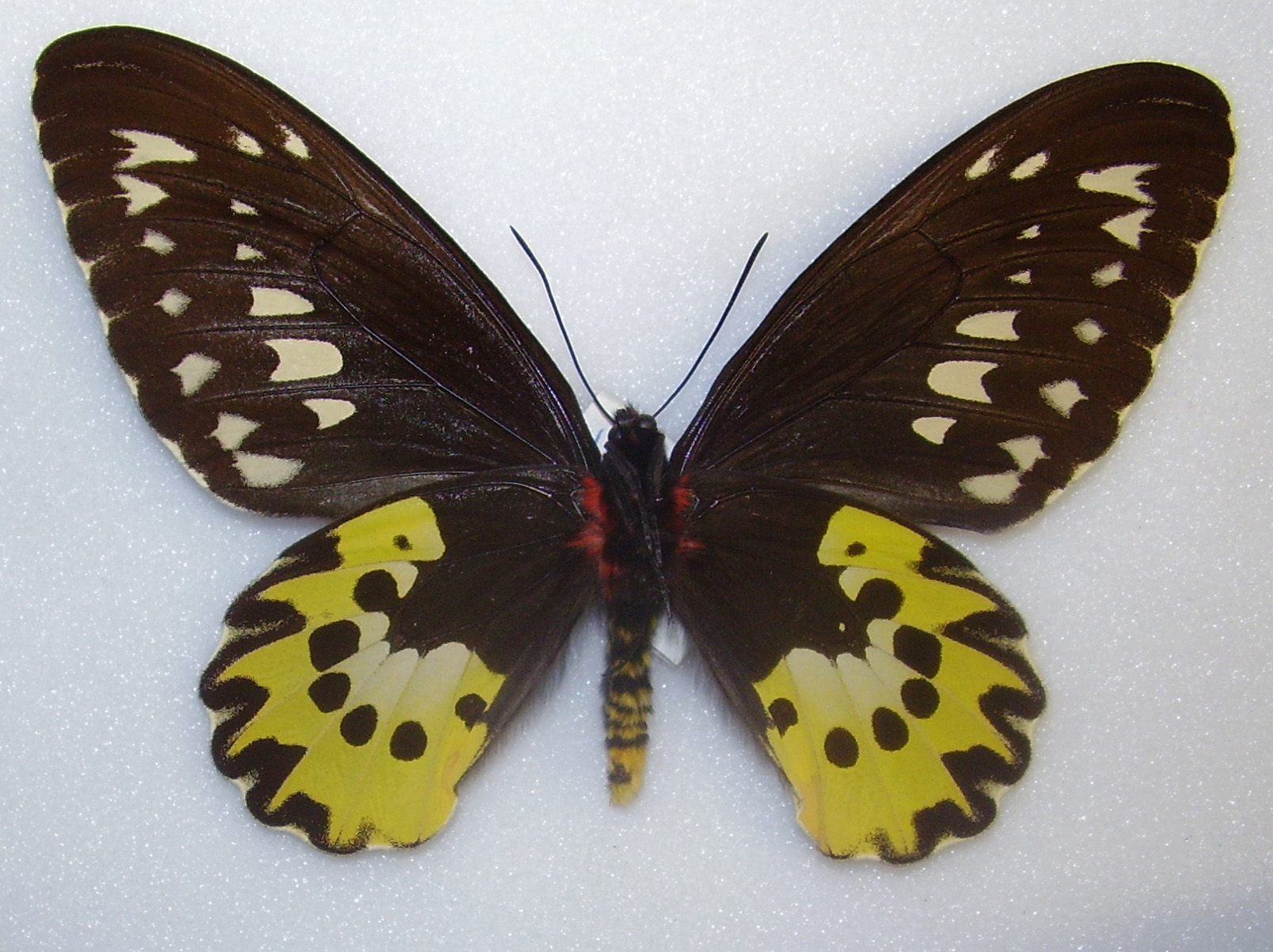
Ornithoptera rothschildi Female, underside

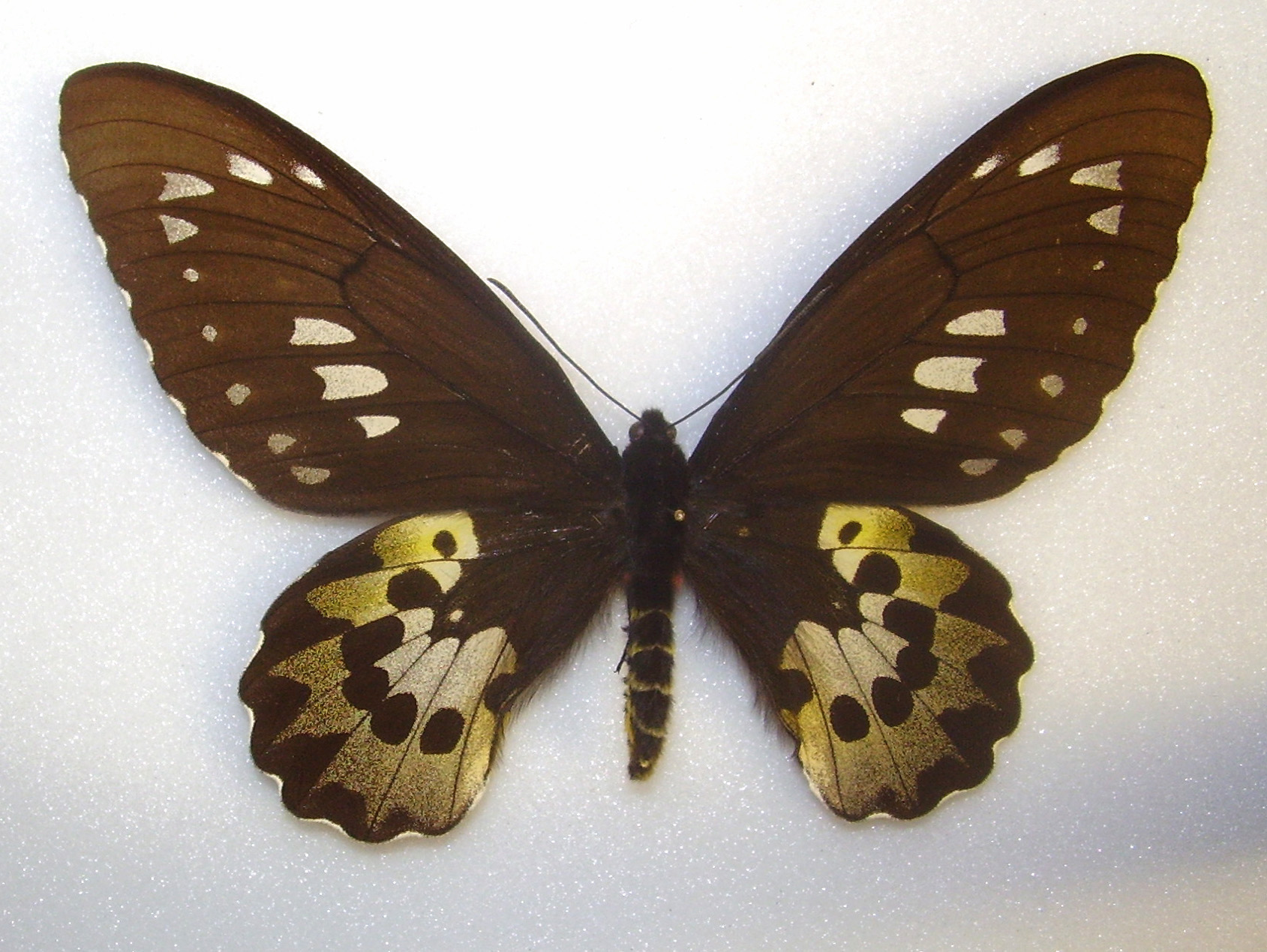
Ornithoptera rothschildi Female, upperside

## Hình ảnh

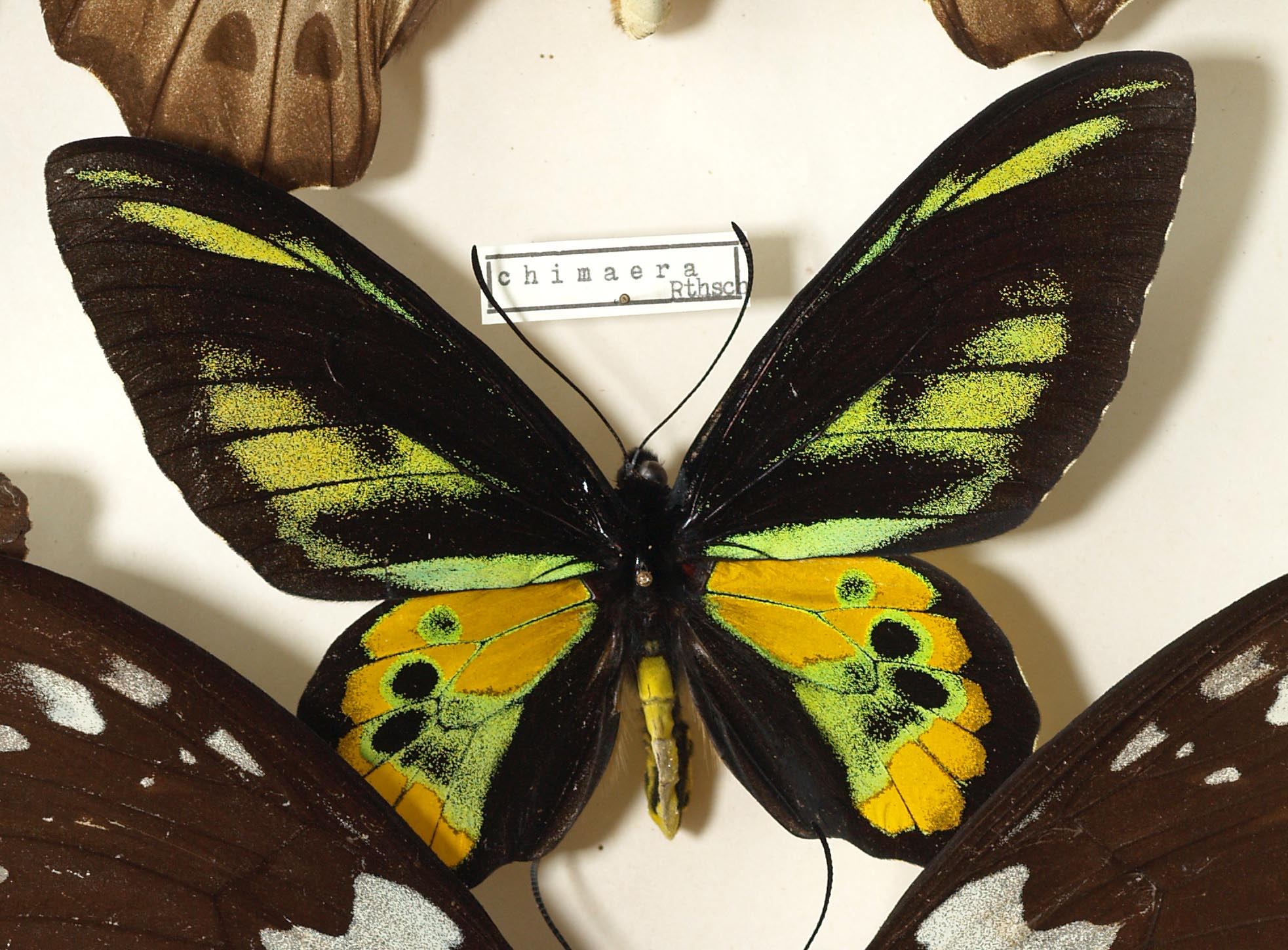
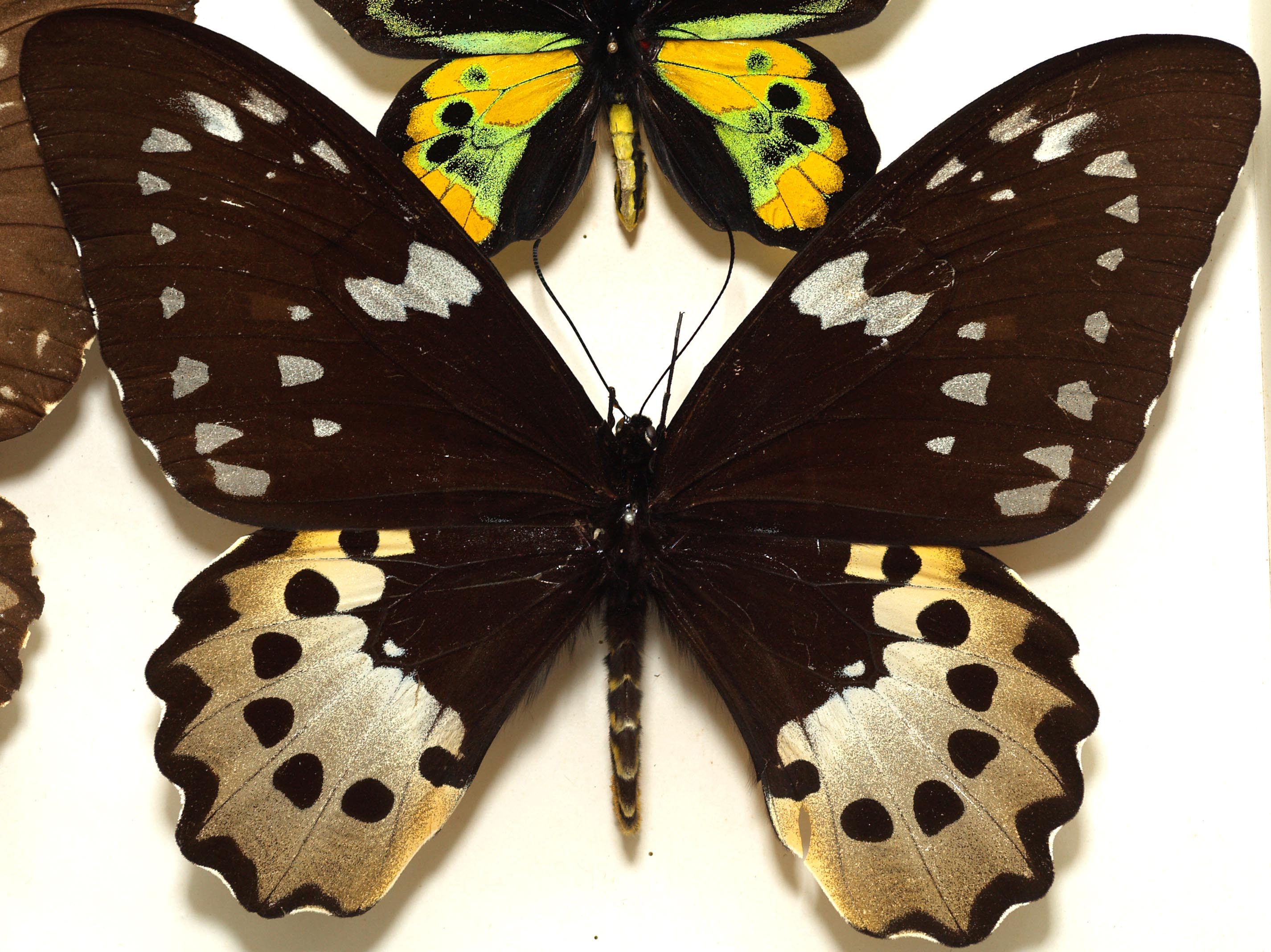